# Pantano di Marzamemi
Pantano di Marzamemi este o arie protejată (arie specială de conservare — SAC, sit de importanță comunitară — SCI) din Italia întinsă pe o suprafață de 31 ha, integral pe uscat.

## Localizare
Centrul sitului Pantano di Marzamemi este situat la coordonatele 36°44′09″N 15°06′54″E / 36.735815°N 15.114864°E.

## Înființare
Situl Pantano di Marzamemi a fost declarat sit de importanță comunitară în septembrie 1995 pentru a proteja 14 specii de animale. Situl a fost protejat și ca arie specială de conservare în decembrie 2017.

## Biodiversitate
Situată în ecoregiunea mediteraneană, aria protejată conține 6 habitate naturale: Tufărișuri halofile mediteraneene și termo-atlantice (Sarcocornetea fruticosi), Vegetație anuală la limita mareei, Pășuni mediteraneene udate de apa mării (Juncetalia maritimi), Salicornia și alte specii anuale care populează regiunile mlăștinoase și nisipoase, Lagune de coastă, Pseudostepă cu ierburi și specii anuale de Thero-Brachypodietea.
La baza desemnării sitului se află mai multe specii protejate:
- păsări (11): pescăruș albastru (Alcedo atthis), bătăuș (Calidris pugnax), prundăraș de sărătură (Charadrius alexandrinus), erete de stuf (Circus aeruginosus), lebădă de vară (Cygnus olor), egretă mică (Egretta garzetta), piciorong (Himantopus himantopus), Larus genei, Phoenicopterus ruber, chiră mică (Sternula albifrons), fluierar de mlaștină (Tringa glareola)
- nevertebrate (1): Brachytrupes megacephalus
- pești (1): Aphanius fasciatus
- reptile (1): elaphe situla (Zamenis situla)

Pe lângă speciile protejate, pe teritoriul sitului au mai fost identificate 6 specii de plante, 1 specie de amfibieni, 33 de specii de nevertebrate, 5 specii de reptile.